# Manfred Losch
Manfred Losch (ur. 27 grudnia 1938 w Angermünde, zm. 1 listopada 2009 w Schkeuditz) – wschodnioniemiecki lekkoatleta, który specjalizował się w rzucie młotem. Brat dyskobola, mistrza Europy, Hartmuta.
W 1960 roku zajął 20. miejsce w eliminacjach i nie awansował do finału podczas igrzysk olimpijskich. Dwa razy startował w mistrzostwach Europy (w 1962 i 1966). Rekord życiowy: 69,10 (1968).

## Osiągnięcia
| Rok  | Impreza              | Miejsce   | Pozycja           | Wynik |
| ---- | -------------------- | --------- | ----------------- | ----- |
| 1960 | Igrzyska olimpijskie | Rzym      | el. – 20. miejsce | 59,38 |
| 1962 | Mistrzostwa Europy   | Belgrad   | 10. miejsce       | 62,09 |
| 1966 | Mistrzostwa Europy   | Budapeszt | 4. miejsce        | 65,84 |